# Deportivo Iguala
Deportivo Iguala ist ein mexikanischer Sportverein aus Iguala de la Independencia im Nordwesten des Bundesstaates Guerrero. Aufgrund der insgesamt 15-jährigen Zugehörigkeit seiner ersten Fußballmannschaft zu den drei höchsten Spielklassen des Landes dürfte er als der langlebigste und traditionsreichste Fußballverein des Bundesstaates Guerrero gelten, weil die Vereine aus der international wesentlich bekannteren Stadt Acapulco, die sich ebenfalls in Guerrero befindet, in der Regel nur eine kurze Lebensdauer hatten.

## Geschichte
Deportivo Iguala gehört zu den Gründungsmitgliedern der Tercera División und spielte dort bis zur Saison 1973/74, in der erstmals auch ihr Stadtrivale Unión de Iguala vertreten war. Während Deportivo das erste Aufeinandertreffen mit 2:0 zu seinen Gunsten entscheiden konnte, endete die zweite Begegnung 1:1.
Auf Einladung der aufgestockten Segunda División spielte Deportivo Iguala in der Saison 1974/75 zum einzigen Mal in seiner Vereinsgeschichte zweitklassig, stieg jedoch umgehend wieder ab und verzichtete für den weiteren Verlauf der 1970er-Jahre auf die Teilnahme am Profifußball.
Erst zur Saison 1980/81 stieg Deportivo Iguala wieder in die Tercera División ein, in der die Fußballmannschaft auch in der folgenden Spielzeit vertreten war. Als 1982 die neue Segunda División 'B' geschaffen wurde und den Rang einer dritten Liga erhielt (die dem Namen nach drittklassige Tercera División war damit de facto nur noch viertklassig), war Deportivo Iguala in den folgenden 5 Spielzeiten (von 1982/83 bis 1986/87) in der neu kreierten Liga vertreten. Das Abenteuer Profifußball endete für Deportivo Iguala am Ende der Saison 1986/87 mit dem Lizenzverkauf an die Guerreros de Acapulco, deren Ursprung ebenfalls in Iguala liegt und die sich fortan als der langlebigste Profifußballverein in Acapulco erweisen sollten.